# 大島貞敏

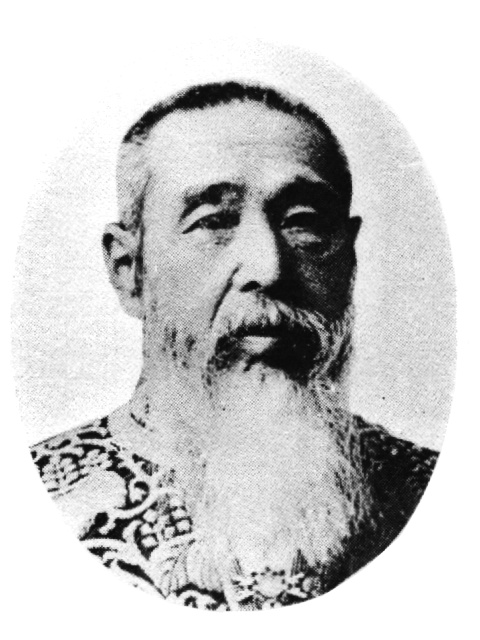
大島貞敏

大島 貞敏（おおしま さだとし、1839年1月8日（天保9年11月23日） - 1918年（大正7年）4月15日）は、但馬国養父郡の旗本・大藪領主小出英道の家臣。明治時代の司法官僚。東京地方裁判所長、長崎控訴院検事長、大阪控訴院検事長。関西法律学校（のちの関西大学）の創立者の1人で名誉校員。

## 来歴
江戸、のちの東京市神田区錦町（現東京都千代田区神田錦町）に生まれる。但馬国養父郡の旗本・大薮領小出英道（播磨守）の家臣であった父・大島貞薫に従い、小出家の江戸屋敷に勤番し、幕末の混乱期には江戸と大薮領の間を往来した。大村益次郎の江戸在中時代の門下生。
1870年（明治3年）弾正少巡察となり、1871年（明治4年）司法少大解部から司法権少判事となる。ついで司法少判事、五等判事、東京上等裁判所判事、高知裁判所長、1881年（明治14年）長崎裁判所長、1886年（明治19年）大阪始審裁判所長に就任する。この頃関西法律学校創立に関与した。1890年（明治23年）東京地方裁判所長を経て、1892年（明治25年）長崎控訴院検事長となり、1898年（明治31年）大阪控訴院検事長となった。1903年（明治36年）退官した。

## 栄典
位階
- 1872年（明治5年） - 正七位[3]
- 1898年（明治31年） - 従四位[3]
- 従三位[2]

## 親族
- 父：大島貞薫（兵学者）
  - 本人：大島貞敏
    - 甥：大島義脩（教育者）